# Izvilistaja Bay
Die Izvilistaja Bay (englische Transkription von russisch Бухта Извилистая Buchta Iswilistaja, deutsch ‚Kurvenreiche Bucht‘) ist eine Bucht in den Bunger Hills an der Knox-Küste des ostantarktischen Wilkesland.
Russische Wissenschaftler benannten sie. Das Antarctic Names Committee of Australia übertrug diese Benennung 1992 ins Englische.